# San Pietro in Gu
San Pietro in Gu es una localidad y comune italiana de la provincia de Padua, región de Véneto, con 4.483 habitantes.

## Evolución demográfica
| Gráfica de evolución demográfica de San Pietro in Gu entre 1861 y 2001 |
|                                                                        |
| Fuente ISTAT - elaboración gráfica de Wikipedia                        |